# Victims of Circumstance
Victims of Circumstance – trzynasty album studyjny w dyskografii brytyjskiej grupy rockowej Barclay James Harvest. Płyta została wydana w Wielkiej Brytanii w kwietniu  1984 przez wytwórnię Polydor, pod numerem katalogowym POLD 5135 (w Niemczech 817 950-1). Z albumu pochodzą dwa single „Victims of Circumstance” (pozycja #19 na szwajcarskiej liście przebojów) oraz „I’ve Got a Feeling”.

## Lista utworów
| #  | Tytuł                     | Kompozytor  | Czas |
| -- | ------------------------- | ----------- | ---- |
| A1 | „Sideshow”                | John Lees   | 4:55 |
| A2 | „Hold On”                 | Les Holroyd | 4:25 |
| A3 | „Rebel Woman”             | John Lees   | 4:22 |
| A4 | „Say You’ll Stay”         | Les Holroyd | 3:54 |
| A5 | „For Your Love”           | John Lees   | 5:30 |
| B1 | „Victims of Circumstance” | Les Holroyd | 6:00 |
| B2 | „Inside My Nightmare”     | John Lees   | 4:31 |
| B3 | „Watching You"            | Les Holroyd | 4:35 |
| B4 | „I’ve Got a Feeling”      | Les Holroyd | 6:02 |

## Skład zespołu
- Les Holroyd – śpiew, gitara basowa, instrumenty klawiszowe,
- John Lees – śpiew, gitara
- Mel Pritchard – perkusja, instrumenty perkusyjne

## Pozycje na listach
| Lista 1984        | Pozycja |
| ----------------- | ------- |
| Lista brytyjska   | 33      |
| Lista holenderska | 43      |
| Lista niemiecka   | 4       |
| Lista norweska    | 13      |
| Lista szwedzka    | 13      |